# France Asselin
Pour les articles homonymes, voir Asselin.
Valentine Paule Huguette Asselin dite France Asselin, née le 13 mars 1923 à Paris 14e et morte le 16 novembre 1960 à Paris 15e, est une actrice française.
Elle était mariée au réalisateur Robert Vernay (1907-1979). Elle est la mère de la dessinatrice Nicole Lambert, auteur des Triplés.

## Filmographie
- 1944 : Cécile est morte de Maurice Tourneur
- 1949 : Dernier Atout de Jacques Becker
- 1953 : Quitte ou double de Robert Vernay
- 1952 : Mon curé chez les riches de Henri Diamant-Berger
- 1953 : L'Amour d'une femme de Jean Grémillon
- 1954 : Le Comte de Monte-Cristo de Robert Vernay : Renée de Villefort
- 1954 : Les Fruits de l'été de Raymond Bernard
- 1955 : Les Grandes Manœuvres de René Clair
- 1955 : Quelle sacrée soirée de Robert Vernay
- 1955 : Le Sang à la tête de Gilles Grangier
- 1958 : Maigret tend un piège de Jean Delannoy
- 1958 : Drôle de phénomènes de Robert Vernay
- 1958 : Prisons de femmes de Maurice Cloche
- 1958 : Les Tricheurs de Marcel Carné
- 1959 : Bal de nuit de Maurice Cloche
- 1959 : Les Bonnes Femmes de Claude Chabrol
- 1959 : Classe tous risques de Claude Sautet
- 1959 : La Millième Fenêtre de Robert Ménégoz
- 1959 : Monsieur Suzuki de Robert Vernay
- 1959 : Par-dessus le mur de Jean-Paul Le Chanois
- 1959 : Rue des prairies de Denys de La Patellière
- 1959 : Vers l'extase de René Wheeler
- 1959 : Les Yeux sans visage de Georges Franju
- 1959 : La Chatte sort ses griffes de Henri Decoin : Mme Buisson
- 1960 : Le Caïd de Bernard Borderie
- 1960 : Les Godelureaux de Claude Chabrol
- 1960 : Samedi soir de Yannick Andreï
- 1960 : Classe tous risques de Claude Sautet
- 1962 : Portrait-robot de Paul Paviot